# 26-я добровольческая пехотная дивизия СС (2-я венгерская)
26-я добровольческая пехотная дивизия СС (2-я венгерская) (нем. 26.Waffen-Grenadier-Division der SS (ungarische Nr.2), венг. 26. Waffen-SS Gránátos Hadosztály (2. magyar)) — тактическое соединение войск СС нацистской Германии. Существовало в годы Второй мировой войны. Преступность соединений СС признана мировым сообществом.

## История и формирование
Дивизия также известна в некоторых источниках как « 26-я добровольческая пехотная дивизия СС „Гомбёс“»
Как и 25-я добровольческая пехотная дивизия СС (1-я венгерская), была сформирована 27 декабря 1944 года на полигоне Нойхаммер в Силезии. В начале января дивизия была переведена для дальнейшего обучения и вооружения в Зиддратц. В состав дивизии входили в основном военнослужащие венгерской армии и мобилизованные граждане Венгрии. В отличие от соединений войск СС, которые состояли из военнослужащих так называемой «северной расы», дивизия имела в наименовании слово «ваффен-», звания также начинались с этого слова.
Обе венгерские дивизии СС в феврале 1945 года образовали XVII армейский корпус (венгерский), который так и не закончил своё формирование, чему помешало советское зимнее наступление в Силезии. Дивизия отступила на запад и сдалась американским войскам в начале мая 1945 года в районе Франкенбурга.

## Организация
- 64-й добровольческий пехотный полк СС (4-й венгерский) (нем. Waffen-Grenadier Regiment der SS 64)
- 65-й добровольческий пехотный полк СС (5-й венгерский) (нем. Waffen-Grenadier Regiment der SS 65)
- 66-й добровольческий пехотный полк СС (6-й венгерский) (нем. Waffen-Grenadier Regiment der SS 66)[2]
- 26-й артиллерийский полк СС (нем. Waffen-Artillerie-Regiment der SS 26)
- 26-й лыжный батальон (нем. Waffen-Schi-Bataillon 26)

## Командиры
- ноябрь 1944 штурмбаннфюрер СС Рольф Тиеманн
- ноябрь 1944 — январь 1945 оберфюрер СС Золтан Пишки
- январь 1945 оберфюрер СС Ласло Деак
- 29 января — 19 марта 1945 оберфюрер СС Бертольд Маак
- 21 марта — 8 мая 1945 группенфюрер СС Йожеф Грашши